# 中国大使公用車襲撃事件
中国大使公用車襲撃事件(ちゅうごくたいしこうようしゃしゅうげきじけん)とは、2012年8月27日に中華人民共和国北京市で丹羽宇一郎大使の乗る公用車が襲われたという事件。

## 概要
8月27日、午後4時（日本時間同5時）過ぎに北京市内の環状道路を走行中に二台の車に走行を妨害され停車を余儀なくされた。妨害した一台の車から一人の男が出てきて掲げてあった日本国旗を外し持ち去った。大使を含む乗員四人には怪我が無かった。この事件に対して日本政府は中国政府に抗議しており、28日夜には胡錦濤国家主席に宛てた野田佳彦首相の親書を携えた山口壮外務副大臣が北京に到着した。4日間滞在し中国側の要人と個別に対談し再発防止や徹底捜査を求める模様。中国側の唐家璇元国務委員が「大変無礼な振る舞いをした」として29日に開かれた日中関係のシンポジウムで謝罪した。またこの事件の犯人を「愛国者ではなく、害国者だ」と非難した。だがこれとは反対に中国のネット上ではこの事件の犯人を英雄とたたえる声があり、85％がこの事件をうれしいと回答している。